# Дрімлюга-прапорокрил ангольський
Дрімлюга-прапорокрил ангольський (Caprimulgus vexillarius) — вид дрімлюгоподібних птахів родини дрімлюгових (Caprimulgidae). Мешкає в Африці на південь від Сахари. Раніше цей вид відносили до роду Дрімлюга-прапорокрил (Macrodipteryx), однак за результатами низки молекулярно-генетичних досліджень він був переведений до роду Дрімлюга (Caprimulgus).

## Опис

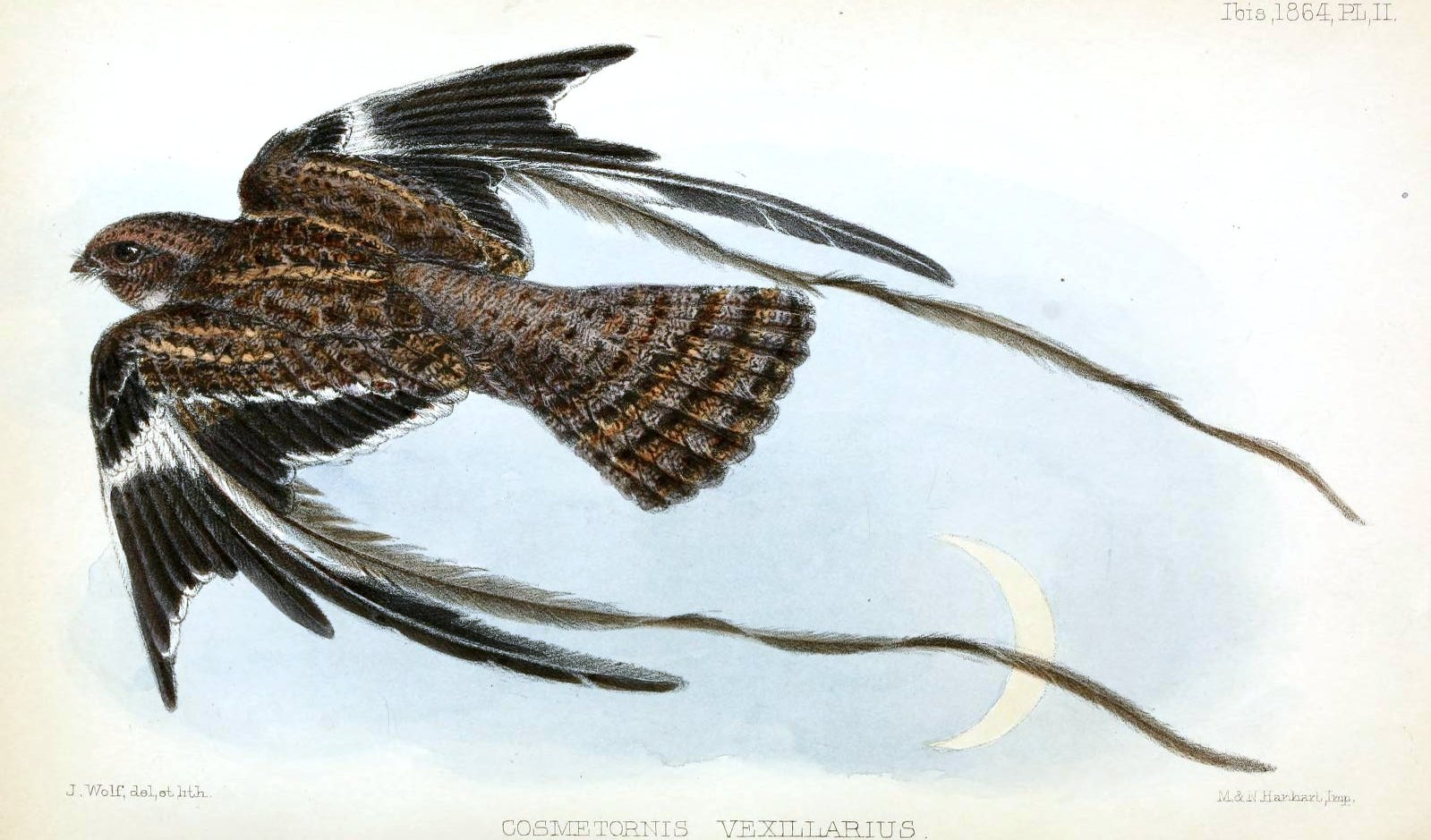
Ангольський дрімлюга-прапорокрил

Довжина птаха становить 23=28 см, самці важать 59-79 г, самиці 65-88 г. Самці під час сезону розмноження вирізняються широкою білою смугою на крилах і видовженими другими маховими перами білого кольору, які сягають 48-78 см. Після завершення сезону розмноження ці пера випадають. У самиць на потилиці рудувато-коричнева смуга, на крилах чорні і рудувато-коричневі смуги, білі плями на них відсутні.

## Поширення і екологія
Ангольські дрімлюги-прапорокрили гніздяться на півдні Демократичної Республіки Конго, в Анголі, Замбії, Танзанії, Малаві, Мозамбіку, Зімбабве,, на північному сході Ботсвани, Намібії і Південно-Африканської Республіки. Взимку вони мігрують на північ, досягаючи північних районів ДР Конго, Південного Судану, Центральноафриканської Республіки, Уганди, Кенії, Руанди, Камеруну, Нігерії, Чаду і острова Біоко. Вони живуть на кам'янистих схилах пагорбів, в міомбо і в сухих чагарникових заростях, зимують в саванах. Зустрічаються на висоті до 2800 м над рівнем моря. Живляться комахами, яких ловлять в польоті. Сезон розмноження в Анголі триває з серпня по жовтень, в Замбії з кінця серпня по листопад, в Танзанії з серпня по березень, в Малаві, Мозамбіку і Зімбабве з жовтня по грудень. Самці виконують демонстраційні польоти і приваблюють самиць співом.